# Орелька (Харьковская область)
Оре́лька (укр. Орілька) — посёлок в Лозовской городской общине Лозовского района Харьковсой области Украины. До 2020 года являлся административным центром Орельского поселкового совета, в который, кроме Орельки, входили сёла Запаровка, Захаровское, Украинское, Петрополье, Хижняковка, Шугаевка и Яблочное.

## Географическое положение
Посёлок городского типа Орелька находится на левом берегу реки Орелька. Выше по течению находится Орельское водохранилище, ниже по течению примыкает село Хижняковка. Параллельно реке проходит канал Днепр — Донбасс.

## История
1902 год — дата основания станции Орелька на берегу реки Орелька линии железной дороги Лозовая — Полтава.
До 1923 Орелька входила в Черноглазовскую волость Павлоградского уезда Екатеринославской губернии, с 1923 по 1926 — в Юрьевский район Екатеринославской губернии.
Осень 1926 — село включено в состав Лозовского района Харьковской области.
Перед 7 ноября 1927 года село было электрифицировано.
Во время Великой Отечественной войны в 1941—1943 село неоднократно находилось под немецкой оккупацией.
Первый раз Орелька была оккупирована вермахтом 10 октября 1941 года; освобождена во время зимнего наступления РККА 29 января 1942 года.
15 февраля 1942 года село было захвачено германской армией во второй раз; освобождено 17 февраля 1943 года.
26 февраля 1943 года Орельку захватили в третий раз; окончательно освобождена 16 сентября 1943 года.
В 1962 году был присвоен статус посёлок городского типа.
В 1974 году здесь действовали сахарный завод и завод ЖБИ (железобетонных изделий).
В 1976 году население составляло 4230 человек.
В январе 1989 года численность населения составляла 4146 человек, по данным переписи 2001 года — 3909 человек, на 1 января 2013 года — 3328 человек.

## Экономика
- В советское время на территории посёлка располагался завод железобетонных изделий[5].
- Маслозавод.
- Хлебоприёмный пункт.
- Мельница.

## Транспорт
Железнодорожная станция Орелька на линии Лозовая — Красноград, которая дала начало посёлку.

## Объекты социальной сферы
- Орельский аграрно-технологический лицей.
- СОШ № 2.
- Детский сад.
- Больница.
- Библиотека.

## Достопримечательности
На территории посёлка находятся две братские могилы советских воинов, павших в Великой Отечественной войне. В могилах захоронено 1085 солдат.

## Религия
- Свято-Николаевский православный храм УПЦ МП[7].